# Miss Guyana
Miss Guyana è un concorso di bellezza femminile che si tiene annualmente in Guyana. La vincitrice del concorso rappresenta la nazione presso Miss Universo.

## Albo d'oro
| Anno | Vincitrice              | Piazzamento |
| 1956 | Rosalind Iva Joan Fung* |             |
| 1958 | Clyo Fernandez*         |             |
| 1963 | Gloria Flackman*        |             |
| 1964 | Mary Rande Holl*        |             |
| 1965 | Cheryl Viola Cheeng*    |             |
| 1966 | Umblita Van Sluytman*   |             |
| 1999 | Morvinia Sobers         |             |
| 2002 | Mia Rahaman             |             |
| 2003 | Leanna Yulanie Damond   |             |
| 2004 | Odessa Abenaa Phillips  |             |
| 2005 | Candisie Franklin       |             |
| 2006 | Alana Ernest            |             |
| 2007 | Meleesa Natasha Payne   |             |
| 2009 | Jenel Cox               |             |
| 2010 | Tamika Henry            |             |
| 2011 | Kara Lord               |             |

* Ha partecipato in rappresentanza della Guyana britannica prima del 1966.